# Vilvorde
Vilvorde (orthographe officielle en français, Vilvoorde en néerlandais) est une ville néerlandophone de Belgique située en Région flamande dans la province du Brabant flamand.
Elle est née de la fusion des anciennes communes de Vilvorde et de Peutie.

## Géographie
Ville de plus de 47 000 habitants, elle se situe en bordure de la Région de Bruxelles-Capitale, au nord de celle-ci, le long du canal maritime de Bruxelles à l'Escaut.

### Sections de la commune
| # | Section   | Superf. (km²) | Habitants (2020) | Habitants par km² | Code INS |
| - | --------- | ------------- | ---------------- | ----------------- | -------- |
| 1 | Vilvoorde | 18,44         | 42.682           | 2.314             | 23088A   |
| 2 | Peutie    | 3,01          | 2.717            | 903               | 23088B   |

### Localités
Houthem, Koningslo, het Voor, Mutsaard.

## Histoire

### Origine
Vilvorde a été fondée à l'endroit où la voie militaire romaine d'Asse à Elewijt traversait la Senne. Avant cela, il existait probablement déjà une colonie nervienne sur ce site, où la rivière était facilement guéable.

### Moyen Âge
Depuis la fin du XIIe siècle, Vilvorde a commencé à se développer en une petite ville. Elle était à l'origine d'une rivalité de longue date entre les ducs de Brabant et les seigneurs de Grimbergen. Pour s'assurer du soutien des habitants dans les conflits avec le puissant comté de Flandre, le duc Henri Ier de Brabant accorde à la ville un label de liberté en 1192. Le label liberté a permis à Vilvorde d'élever une enceinte autour de la ville et d'exporter librement les produits artisanaux. Cette relative indépendance et les droits accordés aux habitants en tant que résident ont attiré de nombreuses personnes à Vilvorde. En 1208, la Woluwe fut détournée de Diegem via Machelen vers Vilvorde pour approvisionner en eau les moulins ducaux.
Vilvorde a connu l'apogée de sa prospérité au XIVe siècle. La ville était un centre important qui rivalisait avec Louvain et Bruxelles, pour devenir la ville la plus importante du Brabant. Plusieurs grandes structures datent de cette période. En 1357, la ville est complètement ceinturée. Ces murailles avaient vingt-cinq tours de guet et quatre portes. La construction de l'église Notre-Dame de Bonne-Espérance a commencé en 1342. Le château ducal, le Tuchthuis (nl), a été construit en 1375, principalement pour fonctionner comme prison d'État, mais également pour des raisons de défense dans la concurrence avec Bruxelles et Louvain. Sa situation centrale permettait à Vilvorde d'occuper militairement une position clé. Au XIVe siècle, il est devenu un quartier général militaire et une base militaire, caractère stratégique qu'il a conservé jusqu'au XXIe siècle.
Le commerce et l'industrie du drap étaient en plein essor. Dans le même temps, l'importance de la Senne comme artère de circulation pour le transport de marchandises s'est également accrue. L'activité urbaine reposait principalement sur cette industrie et les carrières de grès à proximité. En raison de ces activités, Vilvorde devint un port intérieur fluvial sur la Senne.

### Ere moderne
À partir du XVe siècle, Vilvorde connaît un déclin progressif. Le déclin général de l'industrie drapière en Flandre, le dépeuplement dû aux épidémies, les guerres de religion et la forte concurrence de Bruxelles, voisin en croissance rapide, en sont les principales raisons.
Le 6 octobre 1536, le protestant anglais William Tyndale, qui a produit la première traduction de la Bible en anglais, bien que condamné à être brûlé vif à Vilvorde pour hérésie, est exécuté par strangulation puis sa dépouille a été finalement brûlée. Le 14 septembre 1568, Jean de Casembroot est décapité sur ordre du duc d'Albe. Jean était un noble, poète et secrétaire du comte d'Egmont. Après la destruction du couvent des carmélites de Steenvoort (Peutie) en 1586, l'ordre monastique s'est réinstallé dans la Sint-Niklaasgasthuis délabrée sur la Meer (Leuvensestraat).[2]
Pendant ce temps, la ville s'endormit lentement mais sûrement pour devenir un bourg provincial sans importance. Le château tomba en ruines, les églises ne pouvaient plus être entretenues, les demeures seigneuriales tombèrent aussi en ruine. Ce déclin se poursuivra jusqu'au XIXe siècle, date à laquelle la ville connaît un essor rapide sous l'impulsion de la révolution industrielle.
À la fin du XVIIIe siècle, le château délabré est démoli et remplacé par ce qui est alors considéré comme la deuxième prison « moderne » des Pays-Bas méridionaux : la Tuchthuis (nl).

### XIXesiècle
Vilvorde fut l'une des premières villes européennes à profiter du nouveau développement industriel de la fin du XIXe siècle et du début du XXe siècle. Vilvorde s'est progressivement développée en un important centre industriel. Sa situation à quelques kilomètres de la capitale et la facilité des transports l'ont stimulé à s'épanouir. En 1835, le premier chemin de fer continental est construit entre Bruxelles et Malines, et Vilvorde devient l'un des premiers points d'arrêt. Le Willebroekse vaart ou canal maritime de Bruxelles à l'Escaut, qui s'approfondit vers 1830, voit bientôt s'implanter plusieurs usines sur ses rives. La zone entre la Senne, le canal et la voie ferrée était un excellent emplacement pour de nouvelles industries qui pouvaient tirer parti de la combinaison unique de voies de transport. Au milieu du XIXe siècle, de grands travaux publics sont lancés. Ce qui restait de la cité médiévale a disparu pour ces raisons. Les vestiges des anciens remparts et des portes ont été démolis et nivelés, la Senne a été repoussée en dehors de la ville. Le béguinage, la Pastoorstraat et la Kattestraat ont disparu et de grandes avenues et places ont pris leur place. Le parc Hanssens (nl) a été aménagé et un nouveau quartier a été construit à la gare pour les populations qui ont profité de la prospérité. Enfin, l'ancien hôtel de ville datant de 1489 a été démoli en 1870 et un nouvel hôtel de ville de style néoclassique a été construit.
À l'hiver 1871-1872, Vilvorde doit faire face à une vague de peste typhoïde.[3]
En 1893 le château d'eau est inauguré par le roi Léopold II et entre 1893 et 1896, la Senne est recouverte. Plus tard, un nouveau lit est creusé plus à l'ouest. L'ancien lit de la rivière coulait juste à l'ouest de Vissersstraat et sous l'actuelle Zennelaan. En 1898-1899, le parc Hanssens est aménagé à l'emplacement des anciens remparts et des douves.

### XXeetXXIesiècles
Au XIXe siècle, Vilvorde avait encore un caractère majoritairement provincial. L'expansion industrielle au XXe siècle va faire subir à la ville une métamorphose. Le Canal n'était plus adapté à la navigation moderne. Il a été élargi et approfondi de 1900 à 1922 pour former un chenal maritime, adapté aux navires de 105 m de long et de 5,80 m de tirant d'eau. Vilvorde a établi un port intérieur le long du canal, agrandi plus tard avec des quais. La zone du canal est devenue le lieu le plus propice à l'implantation de nouvelles usines.
La commune de Vilvorde comprenant 19 villages, faisait jadis partie du quartier de Bruxelles.

## Étymologie
Vilvorde, retranscrit Filfurdo en 779, signifie probablement les gués ou les ruisseaux nombreux, de fil, qui paraît identique au néerlandais moderne veel, et furdo, furte, vorde, voorde, que l'on traduit tantôt par « gué », tantôt par courant d'eau.

## Héraldique
|  | La ville possède des armoiries qui lui ont été octroyées le 15 septembre 1819, confirmées les 6 mai 1839 et 1er avril 1985. Vilvorde fut fortifiée en 1192 et considérée depuis comme une ville. Le plus ancien sceau de la ville est connu depuis 1346 et montre un château avec deux tours. Le deuxième sceau, connu depuis 1366, montre un château plus complexe avec deux tours et deux bannières. La bannière montre un champ uni avec un quartier libre dans une autre couleur mais les couleurs sont inconnues. Les armoiries sont basées sur le troisième sceau, qui présentait la même composition que les armoiries actuelles, y compris les bannières à côté des tours. Le château lui-même est un symbole du caractère fortifié de la ville. Le principal changement dans les nouvelles armoiries à partir de 1985 est la couleur des bannières, qui sont maintenant rouges au lieu d’or, la version historiquement correcte. En 1981, le Conseil héraldique flamand conseilla à la nouvelle commune d’ajouter la tête de sanglier sur les banderoles. La commune n'était pas d'accord avec cette proposition. Quoi qu'il en soit, il serait impossible de voir la tête sur des versions plus petites des armoiries. Blasonnement : De gueules, à un château d'or, illuminé et cimenté sable, composé d'un bâtiment central avec porte ouverte et trappe arboré, avec un toit en croupe avec trois lucarnes, entre deux tours latérales avec flèche conique et une girouette, accompagné de deux debout bannières évitées de gueules avec un canton d'or. - Arrêté de l'exécutif de la communauté : 1 avril 1985 - Moniteur belge : 8 juillet 1986 Source du blasonnement : Heraldy of the World. |

## Démographie

### Démographie: avant la fusion des communes
- Source : DGS recensements population.

### Démographie: commune fusionnée
En tenant compte des anciennes communes entraînées dans la fusion de communes de 1977, on peut dresser l'évolution suivante :
Les chiffres des années 1831 à 1970 tiennent compte des chiffres des anciennes communes fusionnées.
- Source : DGS, de 1831 à 1981 = recensements population ; à partir de 1990 = nombre d'habitants chaque 1er janvier.[6]

## Patrimoine

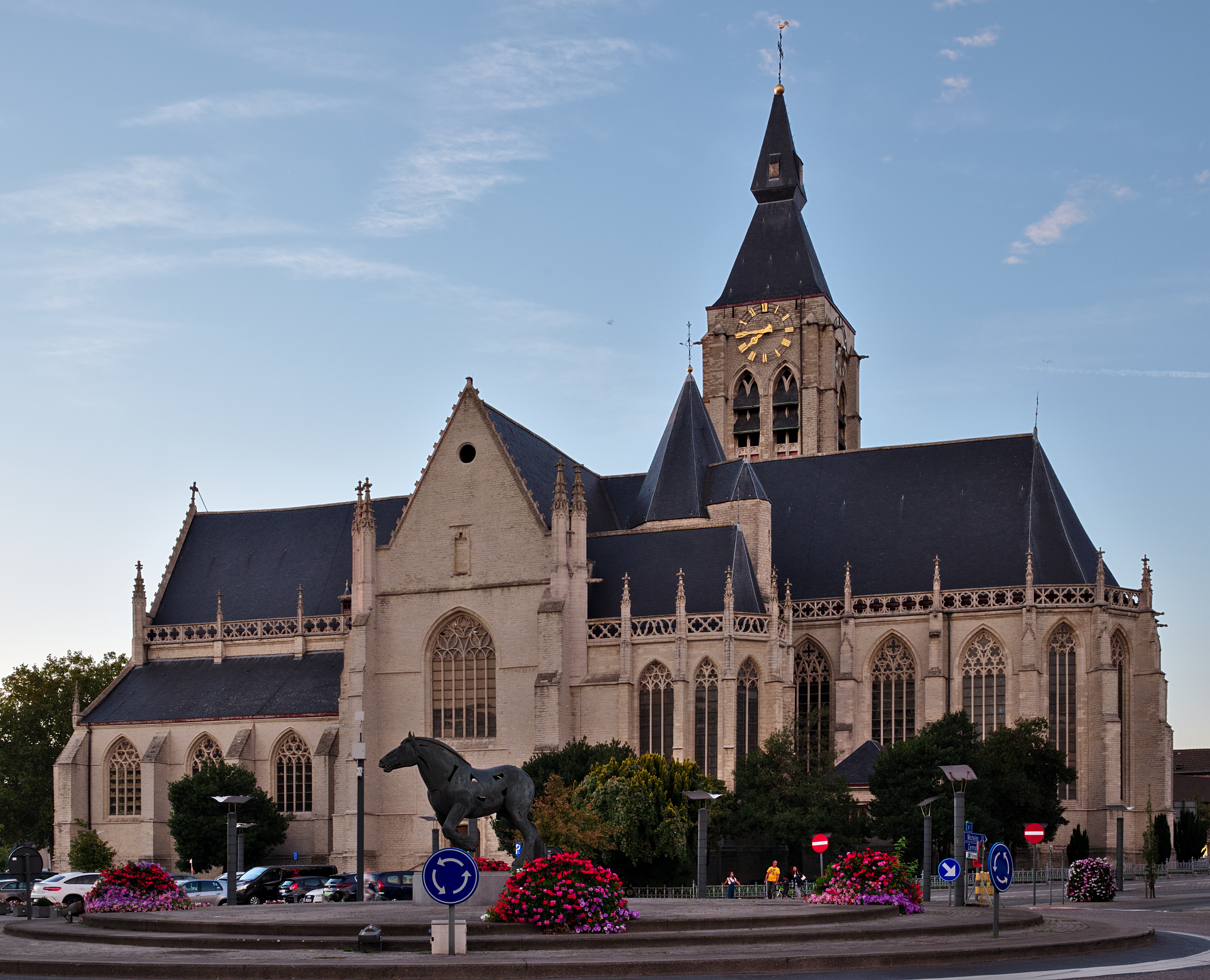
L'église Notre-Dame de Bonne-Espérance.

- Église Notre-Dame de Bonne-Espérance
- Basilique Notre-Dame de Consolation
- Domaine des Trois Fontaines
- Chapelle Saint-Landry
- Liste des monuments historiques de Vilvorde

## Politique
Après les élections communales d'octobre 2000, une coalition a pu être formée, après de longues négociations, entre le CD&V (10 sièges), le SP.a (4 sièges) et Groen! (1 siège), soutenue par 2 des 3 élus francophones qui ont été exclus du FDF pour ce soutien, l'un d'entre eux a siégé ultérieurement pour le CDH, l'autre a rejoint le groupe CD&V. La longueur de ces négociations avait pour cause la volonté de l'ancien premier ministre belge Jean-Luc Dehaene de former une majorité sans les libéraux du VLD, mais aussi sans le Vlaams Blok, d'office exclu par la politique dite du « cordon sanitaire », et sans le FDF en tant que tel, également d'office exclu.
Après les élections communales d'octobre 2006, la seule coalition arithmétiquement possible a été formée entre les trois listes de cartels CD&V-N-VA (9 sièges), VLD-Vivant (7 sièges) et SP.A-Groen!-Spirit (6 sièges), les 8 élus du Vlaams Belang (ex-Vlaams Blok) et les 3 de la liste FDF-PS (2 FDF, 1 PS) étant à nouveau d'office exclus de toute coalition.
Son bourgmestre actuel, Hans Bonte, membre du SP.a, a été élu à la suite des élections communales de 2012, succédant ainsi à Marc Van Asch (CD&V), qui lui-même avait été nommé en août 2007 en remplacement de Jean-Luc Dehaene, retiré de la vie politique.

## Langues
Située en région flamande mais limitrophe de Bruxelles-ville (Laeken, Neder-Over-Heembeek et Haren), Vilvorde comporte une minorité francophone représentée par plusieurs élus au conseil communal, notamment sur des listes du FDF (3 sur 31 en 2000, 2 en 1994, 3 en 1988, 4 en 1982 et en 1976), puis sur une liste FDF-PS en 2006 (3 élus) et en 2012 sur une liste UF (3 sur 35). Le quartier de Beauval (Het Voor en néerlandais), limitrophe de Bruxelles, serait majoritairement habité par des francophones, et d'autres quartiers, notamment celui du Far West (au Nord du centre-ville), comprennent un nombre grandissant d'habitants bruxellois francophones (y compris des allochtones) qui profitent des prix beaucoup plus bas des maisons unifamiliales par rapport aux prix pratiqués dans les communes bruxelloises.

Une étude de Kind en Gezin (office de l'enfance flamande) publié en partie par le journal Le Soir le 18 décembre 2014 révèle qu'entre 2004 et 2013 les naissances d'enfants néerlandophones sont passées de 31,9 % à 31 %, dans le même temps les naissances d'enfants francophones sont passées de 23,8 % à 35,2%.
Il y aurait 34,2% d'enfants francophones dans les écoles.
En 2021, selon les chiffres de Kind & Gezin l'usage du français arriverait en première position avec 37,7 % de locuteurs à la maison.

## Minorités ethniques
Vilvorde compte par ailleurs deux importantes minorités allochtones, l'une d'origine marocaine, l'autre d'origine espagnole (au moins 4 000 ressortissants). Au total, un habitant sur cinq environ est de nationalité ou d'origine étrangère (Maroc, Espagne, Italie, France, Pays-Bas, Portugal). Aux élections communales d'octobre 2006, trois des six élus de la liste SP.A-Groen!-Spirit étaient d'origine marocaine, ainsi qu'un des neuf élus de la liste CD&V-N-VA. Ce dernier, Abdeslem Belahrir, est par ailleurs le président de la mosquée de Vilvorde. Une des sept élus de la liste VLD-Vivant était quant à elle d'origine espagnole. Le conseiller CPAS du FDF, Ntonga Mbami Monsempo, est d'origine congolaise.
Vilvorde est présentée par la presse comme l'un des centres de la radicalisation et du terrorisme islamiste en Belgique,. En octobre 2014, celle-ci dénombrait 27 personnes de la commune parties combattre en Syrie. Selon le bourgmestre de la commune, les musulmans radicaux poseraient également des problèmes de sécurité pour les réfugiés de Syrie et d'Irak,.

## Économie
Haren/ Vilvoorde est l’une des premières usines de Renault implantées hors de France. Le montage de véhicules y démarre en 1935 et se développe rapidement à partir de 1956 quand Pierre Dreyfus, PDG de la RNUR (Régie Nationale des Usines Renault), décide d’intégrer Haren dans le dispositif industriel européen de Renault. Les surcapacités de Renault en Europe entraînent avec d'autres sites la fermeture de l'usine en 1997.

## Jumelages
La ville de Vilvorde est jumelée avec :
- Maubeuge (France) depuis 1965
- Middelbourg (Pays-Bas) depuis 1965
- Ennepetal (Allemagne) depuis 1973
- Peñarroya-Pueblonuevo (Espagne) depuis 1997
- Komatsu (Ishikawa) (Japon) depuis 1974

## Personnalités
- Mounir Ait Hamou, acteur belgo-marocain né à Vilvorde
- François Beukelaers, acteur, y est né
- Jean Bogaerts, coureur cycliste
- Henriette Calais, peintre et sculptrice, faite chevalier de l'ordre de Léopold, y est née
- Willy Cortois, bourgmestre de Vilvorde, y est né
- Alexander De Croo, homme politique
- Amélie Lens, musicienne, y est née
- Jean-Luc Dehaene, homme politique
- Danny Devos, artiste plasticien
- Pascal Duquenne, acteur
- Karim Essikal, footballeur professionnel, y est né
- Bilal El Khannouss, footballeur professionnel, y a grandi
- Mehdi Amri, football freestyleur, y a grandi
- Bilall Fallah, scénariste, y est né
- Francis Heylighen, cybernéticien
- Giannelli Imbula, joueur de football
- Raymond Impanis, coureur cycliste, y est mort
- Ariël Jacobs, entraîneur de football
- Ken Leemans, footballeur
- Johannes Nolet de Brauwere van Steeland, poète
- Jean-François Portaels, artiste peintre
- William Tyndale, protestant anglais
- Jean-Baptiste Van Helmont, alchimiste et médecin
- Alison Van Uytvanck, joueuse de tennis
- Laurentz Nef, danseur professionnel en TD